# 石田勝心
石田 勝心（いしだ かつむね、1932年（昭和7年）10月20日 - 2012年（平成24年）2月2日）は日本の映画監督。東京都駒込動坂町出身。

## 経歴
東京都立両国高等学校から東京芸術大学芸術学部美術学科に入学。1957年、卒業と同時に東宝撮影所の製作係に入社。当初は編集者を務めていたが、助監督に転向。1970年『喜劇 頑張れ!日本男児』で監督デビュー。
センチメンタリズムあふれる喜劇やホームドラマを得意としたが、東宝の主流分野ではないこともあり、後年はパニック映画、アクションものも手がけている。テレビ作品も多く手掛けた。
2012年2月2日、肺炎のため死去。79歳没。

## 代表作

### 映画
1970年
- 喜劇 頑張れ!日本男児
- ひらヒラ社員夕日くん
- ひらヒラ社員夕日くん ガールハントの巻

1971年
- 喜劇 三億円大作戦
- 昭和ひとけた社長対ふたけた社員
- 父ちゃんのポーが聞える
- 昭和ひとけた社長対ふたけた社員 月月火水木金金

1972年
- 紙芝居昭和史 黄金バットがやって来る

1975年
- 東京湾炎上

1977年
- 白熱

### テレビ
1973年
- ジキルとハイド
- クレクレタコラ

1977年
- 華麗なる刑事
- 祭ばやしが聞こえる

1978年
- 青春の証明

1980年
- 愛LOVEナッキー

1983年
- 激闘!カンフーチェン
- 怪人二十面相と少年探偵団

### 日本語吹替版演出
- グッドフェローズ（ソフト版）
- グッドモーニング, ベトナム（VHS版）
- ルーツ（ソフト版）
- レインマン（ソフト版）